# آکالیما
آکالیما (نام علمی: Acalymma) نام یک سرده از تیره سوسک برگ است.